# Франция на зимних Олимпийских играх 1976
Франция принимала участие в Зимних Олимпийских играх 1976 года в Инсбруке (Австрия) в двенадцатый раз за свою историю, и завоевала одну бронзовую медаль.

## Медалисты
| Медаль | Спортсмен        | Вид спорта        | Дисциплина      |
| ------ | ---------------- | ----------------- | --------------- |
| Бронза | Даниэль Дебернар | Горнолыжный спорт | Женщины, слалом |

## Состав сборной
Сборная страны состояла из 35 спортсменов: 29 мужчин и 6 женщин, которые соревновались в 8 видах спорта:
- биатлон
- бобслей
- горнолыжный спорт
- конькобежный спорт
- лыжное двоеборье
- лыжные гонки
- санный спорт
- фигурное катание.

Самым юным участником сборной был 15-летний фигурист Жан-Кристоф Симон, самым старшим — 35-летний биатлонист Эме Грюэ-Массон.

## Результаты

### Биатлон
Биатлонные гонки проходили в Зефельде.
6 февраля — Индивидуальная гонка на 20 км (мужчины)
| Спортсмен       | Время      | Штрафы | Поправленное время | Место |
| --------------- | ---------- | ------ | ------------------ | ----- |
| Эме Грюэ-Массон | 1’18:35,81 | 9      | 1’27:35,81         | 42    |
| Жан-Клод Вири   | 1’18:09,51 | 7      | 1’25:09,51         | 33    |
| Рене Арпен      | 1’13:50,92 | 9      | 1’22:50,92         | 22    |

13 февраля — Эстафета 4 х 7,5 км (мужчины)
| Место | Страна        | Биатлонист | Стрельба | Стрельба | Стрельба | Этап  | Этап       | Общий результат | Общий результат | Отставание |
| ----- | ------------- | ---------- | -------- | -------- | -------- | ----- | ---------- | --------------- | --------------- | ---------- |
| Место | Страна        | Биатлонист | Лёжа     | Стоя     | Всего    | Время | Место      | Время           | Место           | Отставание |
| 7     | Франция       |            | 1        | 4        | 5        |       |            | 2:07:34,42      |                 | 9:38,78    |
| 7     |               |            |          |          |          |       |            |                 |                 |            |
| 7     | Рене Арпен    | 0          | 2        | 2        | 32:17,67 | 8     | 32:17,67   | 8               | 2:30,23         |            |
| 7     | Ивон Мюжель   | 0          | 0        | 0        | 29:58,45 | 2     | 1:02:16,12 | 4               | 2:11,89         |            |
| 7     | Мариус Фальки | 1          | 0        | 1        | 31:40,41 | 7     | 1:33:56,53 | 4               | 4:47,5          |            |
| 7     | Жан-Клод Вири | 0          | 2        | 2        | 33:37,89 | 13    | 2:07:34,42 | 7               | 9:38,78         |            |

### Бобслей
Соревнования прошли с 6 по 14 февраля на санно-бобслейной трассе в пригороде Инсбрука Игльсе:
- соревнования двухместных экипажей 6 и 7 февраля
- соревнования четвёрок 13 и 14 февраля.

Состязались только мужские экипажи. Победитель определялся на основании четырёх заездов.
| Боб   | Спортсмены                          | Соревнование | 1 заезд | 1 заезд | 2 заезд | 2 заезд | 3 заезд | 3 заезд | 4 заезд | 4 заезд | Всего   | Всего |
| Боб   | Спортсмены                          | Соревнование | Время   | Место   | Время   | Место   | Время   | Место   | Время   | Место   | Время   | Место |
| ----- | ----------------------------------- | ------------ | ------- | ------- | ------- | ------- | ------- | ------- | ------- | ------- | ------- | ----- |
| FRA-1 | Жерар Кристо-Пипола Мишель Лемаршан | двойки       | 57,43   | 12      | 57,73   | 16      | 57,78   | 14      | 58,08   | 18      | 3:51,02 | 15    |
| FRA-2 | Ален Руа Серж Хиссун                | двойки       | 57,58   | 14      | 57,43   | 11      | 57,58   | 11      | 57,95   | 15      | 3:50,54 | 13    |

| Боб   | Спортсмены                                           | Соревнование | 1 заезд | 1 заезд | 2 заезд | 2 заезд | 3 заезд | 3 заезд | 4 заезд | 4 заезд | Всего   | Всего |
| Боб   | Спортсмены                                           | Соревнование | Время   | Место   | Время   | Место   | Время   | Место   | Время   | Место   | Время   | Место |
| ----- | ---------------------------------------------------- | ------------ | ------- | ------- | ------- | ------- | ------- | ------- | ------- | ------- | ------- | ----- |
| FRA-1 | Жерар Кристо-Пипола Ален Руа Андре Белле Серж Хиссун | четвёрки     | 55,75   | 11      | 55,66   | 9       | 56,43   | 10      | 57,06   | 10      | 3:44,90 | 10    |

### Конькобежный спорт
Соревнования прошли с 6 по 14 февраля на конькобежном катке (нем. Eisschnelllaufbahn Innsbruck) в Инсбруке.
Мужчины
| Дистанция | Спортсмен       | Результат | Результат |
| Дистанция | Спортсмен       | Время     | Место     |
| --------- | --------------- | --------- | --------- |
| 500 м     | Эммануэль Мишон | 40,91     | 19        |
| 1000 м    | Ришар Турн      | 1:26,75   | 27        |
| 1000 м    | Эммануэль Мишон | 1:22,99   | 17        |
| 1500 м    | Ришар Турн      | 2:06,43   | 20        |

### Лыжное двоеборье
Жак Гайяр — 25 место в личном первенстве.

### Санный спорт
Соревнования прошли с 4 по 7 февраля на санно-бобслейной трассе в австрийской деревне Игльс недалеко от Инсбрука. Ранее здесь уже проходили Игры 1964 года, однако с тех пор трассу полностью перестроили, естественное ледовое покрытие заменили искусственно возведённым жёлобом.
Женщины — одноместные сани
| Спортсменка      | 1 заезд | 1 заезд | 2 заезд | 2 заезд | 3 заезд | 3 заезд | 4 заезд | 4 заезд | Итог     | Итог  |
| Спортсменка      | Время   | Место   | Время   | Место   | Время   | Место   | Время   | Место   | Время    | Место |
| ---------------- | ------- | ------- | ------- | ------- | ------- | ------- | ------- | ------- | -------- | ----- |
| Мари-Терез Бонне | 44,947  | 17      | 44,966  | 17      | 44,888  | 19      | 45,009  | 18      | 2:59,810 | 17    |

### Фигурное катание
Соревнования мужчин прошли 8, 9 и 11 февраля на искусственном льду Олимпийского стадиона в Инсбруке.
Выступления спортсменов оценивали по старой системе судейства, где важнее была «сумма мест»: сколько судей поставят спортсмена на более высокое место.
Мужчины — одиночное катание
| Спортсмен         | Обязательные фигуры | Короткая программа | Произвольная программа | Баллы  | Сумма мест | Место |
| ----------------- | ------------------- | ------------------ | ---------------------- | ------ | ---------- | ----- |
| Жан-Кристоф Симон | 18                  | 16                 | 15                     | 159,44 | 137        | 15    |